# Majkić Japra Gornja
Majkić Japra Gornja (en serbe cyrillique : Мајкић Јапра Горња) est un village de Bosnie-Herzégovine. Il est situé dans la municipalité de Sanski Most, dans le canton d'Una-Sana et dans la fédération de Bosnie-et-Herzégovine. Selon les premiers résultats du recensement bosnien de 2013, il compte 22 habitants.

## Géographie
Le village est situé au bord de la rivière Japra.

## Démographie

### Évolution historique de la population dans la localité
| 1948 | 1953 | 1961 | 1971 | 1981 | 1991 | 2013 |
| ---- | ---- | ---- | ---- | ---- | ---- | ---- |
| -    | -    | 514  | 440  | 314  | 241  | 22   |

|  |